# Tecuichpoch (Isabel Moctezuma)

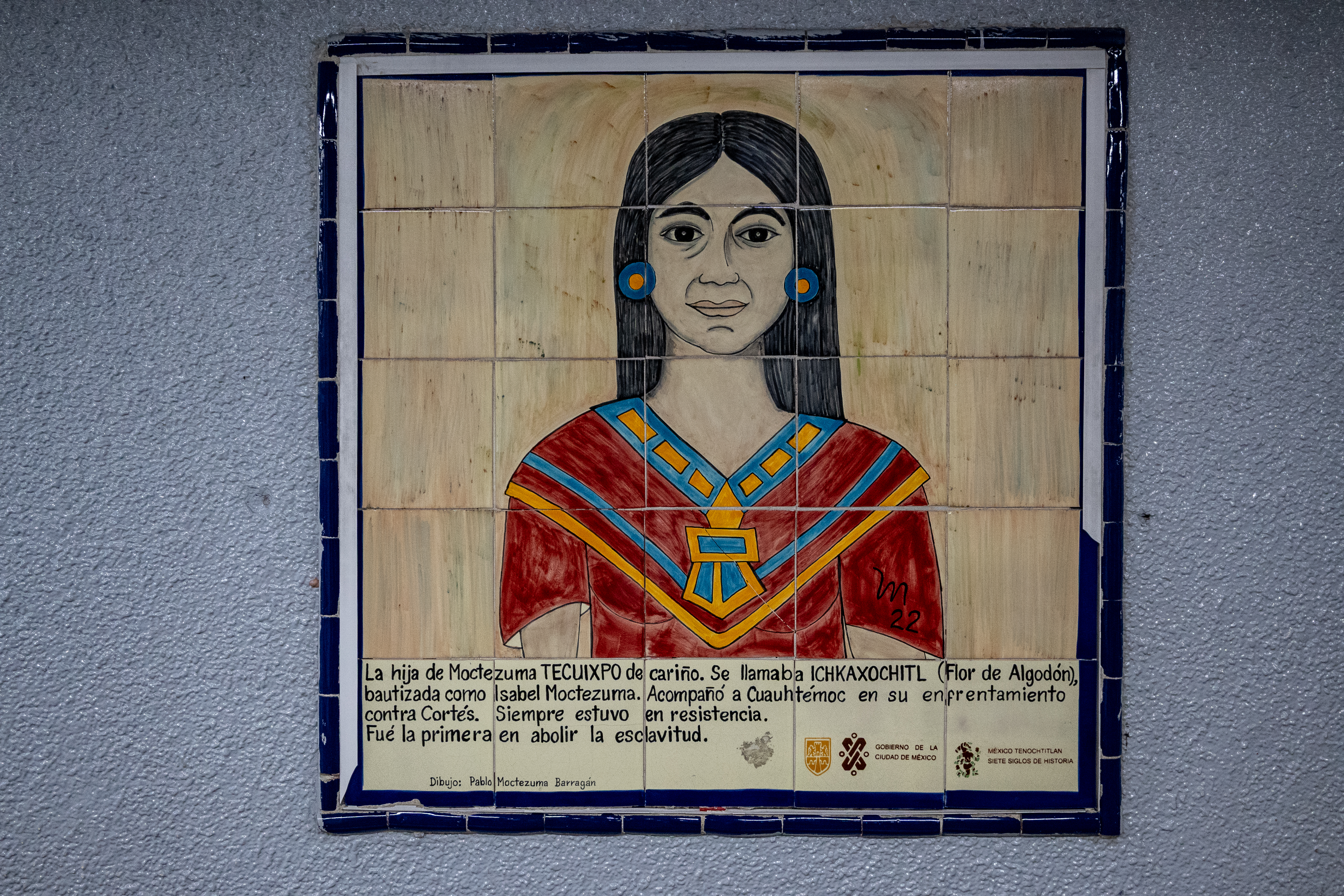
Mosaik von Isabel Tecuichpo in der U-Bahn-Station Pantitlán in Mexiko-Stadt

Tecuichpoch (span. Doña Isabel Moctezuma; * um 1510 in Tenochtitlán; † 9. Dezember 1550 oder 8. April 1551) war eine Tochter Moctezumas II., des drittletzten Herrschers von Tenochtitlán.
Für den Machterhalt der Familie heiratete Tecuichpoch innerhalb ihrer Familie bereits im Kindesalter Atlixcatl, einen der Söhne von Ahuitzotl. Als Atlixcatl in einem Blumenkrieg fiel, wurde Tecuichpoch zum ersten Mal zur Witwe.

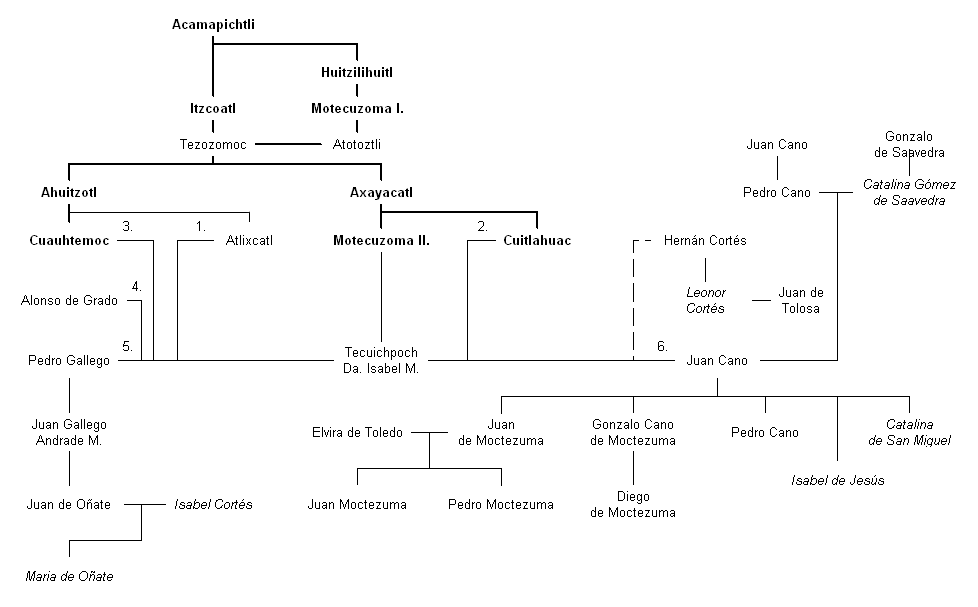
Genealogie von Tecuichpoch

Im Jahre 1519 zog Hernán Cortés in Tenochtitlán ein und nahm schon nach wenigen Tagen Moctezuma gefangen. In der Gefangenschaft bot dieser dem spanischen Konquistador seine Tochter Tecuichpoch zur Frau an. Der war zu dieser Zeit bereits verheiratet, wies die aztekische Prinzessin jedoch nicht zurück. Er versprach, sie gut zu behandeln. In der Noche Triste flohen die Spanier aus Tenochtitlán und Cortés ließ Tecuichpoch in der Stadt zurück.
Der neue Herrscher und Erbe von Moctezuma, Cuitláhuac, stammte ebenfalls aus der Familie und nahm Tecuichpoch zur Frau. Doch bereits 1520 starb er nach nur wenigen Monaten Regentschaft an den Pocken. Auch sein Nachfolger Cuauhtémoc stammte aus der Familie von Moctezuma und auch er heiratete Tecuichpoch, um seine Macht zu legitimieren.
Als Cuauhtémoc nach der Eroberung Tenochtitláns am 13. August 1521 auf dem Texcoco-See gefangen genommen wurde, geriet auch Tecuichpoch in Gefangenschaft. Zunächst wurde ihr Mann, der ehemalige Herrscher, von den Spaniern ehrenvoll behandelt. Doch bereits nach wenigen Tagen wurde er gefoltert, damit er verrate, wo die Schätze geblieben waren, die in der Noche Triste verloren gingen. Auf seinem Eroberungszug nach Honduras ließ Cortés Cuauhtémoc im Februar 1525 hängen, weil er angeblich einen Aufstand anzetteln wollte. Nachdem Tecuichpoch neuerlich zur Witwe geworden war, heiratete sie im Juni 1526 Alonso de Grado, einen spanischen Konquistador der ersten Stunde. Bei dieser Gelegenheit verlieh Cortés an Tecuichpoch, die jetzt Isabel genannt wurde, die Encomienda von Tacuba (vorspanisch: Tlacopan), eine der wenigen Encomienden, die nicht auf die Lebenszeit des Begünstigten und seiner unmittelbaren Nachkommen begrenzt war. Doch auch de Grado starb schon bald, vor März 1527.
Im Jahre 1527 zeugte Cortés mit Tecuichpoch (Isabel) ihre Tochter Doña Leonor Cortés y Moctezuma (nicht zu verwechseln mit Leonor Moctezuma, zweiter Tochter Moctezumas II., Tecuichpochs Schwester). Nach spanischem Recht war diese Tochter unehelich geboren und somit nach damaliger Auffassung ein Bastard.
Tecuichpoch (Isabel) heiratete wohl noch im Jahre 1527 auf Vermittlung Cortés’ den Spanier Pedro Gallego de Andrada, mit dem sie einen Sohn, Juan Andrada de Moctezuma, hatte. Auch Gallego starb nach relativ kurzer Zeit im April 1531. Noch im selben Jahr heiratete sie Juan Cano de Saavedra, der mit der Truppe des Pánfilo de Narváez nach Mexiko gekommen war und sich Cortés angeschlossen hatte. Das Paar hatte fünf Kinder: Pedro, Gonzalo, Juan, Isabel und Catalina. Beide Töchter wurden Nonnen. Juan Cano unternahm zahlreiche Demarchen beim spanischen König, um für seine Frau die Besitzungen ihres Vaters und ihrer Mutter zu sichern oder zurückzugewinnen; diese waren allerdings nur zu einem kleinen Teil erfolgreich.